# Padež (Leskovac)
Padež (Leskovac) (em cirílico: Падеж) é uma vila da Sérvia localizada no município de Leskovac, pertencente ao distrito de Jablanica, na região de Jablanica. A sua população era de 27 habitantes segundo o censo de 2002.

## Demografia
| 1948 | 1953 | 1961 | 1971 | 1981 | 1991 | 2002 | 2011 |
| ---- | ---- | ---- | ---- | ---- | ---- | ---- | ---- |
| 213  | 216  | 223  | 223  | 177  | 117  | 58   | 27   |